# Calliactis polypores
Calliactis polypores är en havsanemonart som beskrevs av Pei 1996. Calliactis polypores ingår i släktet Calliactis och familjen Hormathiidae. Inga underarter finns listade i Catalogue of Life.